# Канадско-филиппинские отношения
Канадско-филиппинские отношения — двусторонние дипломатические отношения между Канадой и Филиппинами. Отношения были установлены 4 декабря 1949 года.

## История отношений
Канада признала независимость Филиппин 4 июля 1945 года, а официальные дипломатические отношения были установлены 4 декабря 1949 года.
10 ноября 2012 года премьер-министр Канады Стивен Харпер совершил визит на Филиппины, где провёл встречу с президентом Филиппин Бенигно Акиной III.
6 сентября 2023 года в Джакарте президент Филиппин Бонгбонг Маркос провёл встречу с премьер-министром Канады Джастином Трюдо.
8 мая 2024 года в Оттаве министр иностранных дел Канады Мелани Жоли провела двустороннюю встречу с министром иностранных дел Филиппин Энрике Манало.

## Дипломатические миссии
- У Канады есть посольство в Маниле[8] и консульство в Себу[9]
- У Филиппин есть посольство в Оттаве[10] и консульства в Ванкувере[11], Виннипеге[12], Галифаксе[13], Калгари[14], Реджайне[15] и Торонто[16]